# Поль-Анрі Наржоле
Поль — Анрі Наржоле (фр. Paul-Henri Nargeolet; (2 березня 1946 , Шамоні  — 18 червня 2023 , уламки «Титаніка» )) — французький дослідник Світового океану, експерт з «Титаніку». Відомий як «Містер Титанік», був одним із п'яти осіб, які загинули на борту підводного апарату «Титан», під час аварії 18 червня 2023 року над місцем загибелі «Титаніка».

## Життєпис
Наржоле народився 2 березня 1946 року в Шамоні у французькому департаменті Верхня Савоя. 13 років прожив у Касабланці, перш ніж переїхати до Парижа для завершення навчання у 16-річному віці.
Був одружений з американською телерепортеркою Мішель Марш до її смерті в 2017 році. Пізніше, «завдяки Титаніку», Наржоле відновив контакт з жінкою, подругою дитинства, яка стала його партнером після смерті дружини.
Наржоле розпочав свою кар'єру у ВМС Франції, де служив офіцером, який спеціалізується на розмінуванні, водолазних роботах і глибоководних зануреннях з 1964 по 1986 рік. У 1970-х роках був призначений командиром Шербурської групи саперів, завданням якої був пошук та знешкодження мін. У 1980-х роках його перевели в спеціальну частину з глибоководних робіт (GISMER), де він керував підводними апаратами, відшукуючи затонулі французькі літаки і вертольоти, включаючи людей і зброю, що знаходилися на них. У ході цієї роботи він виявив затонулий давньоримський корабель, що знаходився на глибині 70 метрів. Він також виявив літак DHC-5 Buffalo, який розбився в 1979 році з 12 людьми на борту, включаючи кількох урядовців Мавританії.
У 1986 році Французький науково-дослідний інститут експлуатації моря (IFREMER) звернувся до Наржолі з пропозицією про занурення до затонулого судна «Титанік»; він охоче погодився. У складі IFREMER Наржоле керував зануреннями до місця аварії «Титаніка» у 1987, 1993, 1994 та 1996 роках. Його експедиція 1987 року стала першою, що зібрала артефакти з уламків судна.
У рамках місій IFREMER Наржоле знаходив різні літаки, що розбилися в морі. 15 травня 1993 року Наржоле здійснив занурення на судні Nautile і випадково виявив судно La Lune, що затонуло в 1664 році неподалік Тулона .
Починаючи з 1994 року, Наржоле був директором Центру управління морськими та підводними ресурсами Мічиганського державного університету (CMURM).
З 1996 до 2003 року Наржоле працював у компанії Aqua+, дочірньої компанії Canal+, створеної для виробництва підводних фільмів. За час роботи у компанії він керував підводними зйомками двох субмарин .
У серпні 2007 року компанія RMS Titanic, Inc., що належить Premier Exhibitions і організує пересувні виставки, доручила Наржолі знайти Карпатію, яка врятувала тих, хто вижив з Титаніка, але була торпедована в 1918 році.
Наржоле працював з RMS Titanic з пошуку артефактів, пов'язаних з «Титаніком», як директор програми підводних досліджень. Його робота включала використання дистанційно керованих апаратів (ROV), а також пілотування занурень до місця аварії. Внаслідок його роботи було вилучено близько 6000 артефактів протягом 35 занурень. У 2010 році брав участь у місії з 3D-картографування місця аварії та визначення рівня зносу за допомогою ROV та автономних підводних роботів .
Також у 2010 році брав участь у пошуках бортового самописця рейсу 447 авіакомпанії Air France, який розбився попереднього року на шляху з Ріо-де-Жанейро до Парижа.
Будучи експертом з «Титаніку», Наржоле працював над створенням двох документальних фільмів: Titanic: The Legend Lives On (1994) та Deep Inside the Titanic (1999). В 2022 році він опублікував книгу Dans les profondeurs du Titanic (дослівно «У глибинах Титаніка»), в якій розповідається про його експедиції.

### Смерть
18 червня 2023 року Наржоле знаходився на борту підводного апарату «Титан», що належить компанії OceanGate, Inc. в експедиції з огляду уламків «Титаніка». Апарат втратив зв'язок із надводним судном MV Polar Prince. У пошуково-рятувальних операціях брали участь морські й повітряні сили США, Канади та Франції.
22 червня, після виявлення уламків приблизно за 490 метрів від носа «Титаніка», компанія OceanGate заявила, що, на її думку, Наргеолет і ще четверо людей, які перебували на борту «на жаль, зникли безвісти». Пізніше прес-конференція Берегової охорони США підтвердила, що в результаті імплозії корпусу, що не витримав тиск води під час спуску, підводний апарат загинув. Контр-адмірал Маугер сказав, однак, що він не має відповіді щодо того, чи ймовірно, що тіла п'ятьох людей на борту будуть знайдені. OceanGate випустив заяву щодо загибелі людей на борту.

## Праці
- Dans les profondeurs du Titanic. HarperCollins, Paris 2022, ISBN 979-1-03-390984-2 (фр.)